# Dirphia carimaguensis
Dirphia carimaguensis is een vlinder uit de onderfamilie Hemileucinae van de familie nachtpauwogen (Saturniidae).
De wetenschappelijke naam van de soort is voor het eerst geldig gepubliceerd door Thibaud Decaëns, Diego Bonilla & Stefan Naumann in 2005.